# Natalia Kouchnir
Pour les articles homonymes, voir Kouchnir.
Natalia Grigorievna Kouchnir (russe : Наталья Григорьевна Кушнир), née le 6 mai 1954 à Moscou (RSFS de Russie), est une ancienne joueuse soviétique puis russe de volley-ball.
Elle est médaillée d'argent aux Jeux de 1976.

## Carrière
Kozakova est médaillée d'argent lors des Jeux olympiques d'été de 1976 ainsi que championne d'Europe en 1975.

## Palmarès
- Jeux olympiques
  -  1976 à Montréal.

- Championnat d'Europe
  -  1975 à Belgrade.